# Запис липа код цркве (Гложане)
Запис липа код цркве (Гложане) се налази на парцели чији је власник Црквена општина.

## Локација
| Општина             | Свилајнац                                                                   |
| Катастарска општина | Гложане                                                                     |
| Потес               | Станимира Трифуновића                                                       |
| Координате          | 44° 09′ 54″ С; 21° 10′ 47″ И / 44.164999999999999° С; 21.179600000000001° И |
| Надморска висина    | 119m                                                                        |

## Карактеристике
Дендрометријске вредности утврђене на терену и сателитским снимцима:
| Стабло                     | Липа |
| Висина стабла              | m    |
| Обим дебла                 | m    |
| Пречник крошње             | 13m  |
| Пречник дебла              | m    |
| Висина дебла до прве гране | m    |

## База записа
Запис је у оквиру Викимедија пројекта "Запис - Свето дрво" заведен под редним бројем 1219.